# Charles Stevenson Wright
Pour les articles homonymes, voir Charles Wright et Wright.
Œuvres principales
- Le Messager

Charles Stevenson Wright, né le 4 juin 1932 à New Franklin dans le Missouri et mort le 1er octobre 2008  à New York, est un écrivain américain, auteur d'une trilogie romanesque dédiée à New York et à ses marges.

## Œuvres

### Romans
- Le Messager, Le Tripode, 2014 ((en) The Messenger, Farrar, Straus and Giroux, 1963)
- Les Tifs, Le Tripode, 2016 ((en) The Wig: A Mirror Image, Farrar, Straus and Giroux, 1966)
- (en) Absolutely Nothing to Get Alarmed About, Farrar, Straus and Giroux, 1973

### Nouvelles
- (en) A New Day, Little, Brown and Company, 1967in The Best Short Stories by Negro Writers, anthologie éditée par Langston Hughes
- (en) Sonny and the Sailor, Johnson Publishing Company, 1968in The Negro Digest, magazine édité par John H. Johnson
- (en) Mr. Stein, Johns Hopkins University Press, 1989in Black American Literature Forum, journal éditée par Nathan Grant